# Краєве коло Литви та Русі
Краєве коло Литви та Русі (1906), Коло польських депутатів-конституціоналістів Литви та Русі (1907), Польсько-литовсько-білоруське коло (1907–1912), Білорусько-литовсько-польське коло (1912–1917) (рос.: Группа западных окраин) —об'єднання депутатів (переважно католиків) із Західного краю Російської імперії, відповідно, в I, II, III і IV Державній Думі Російської імперії в 1906-1917 роках.